# 북미 풋볼 리그

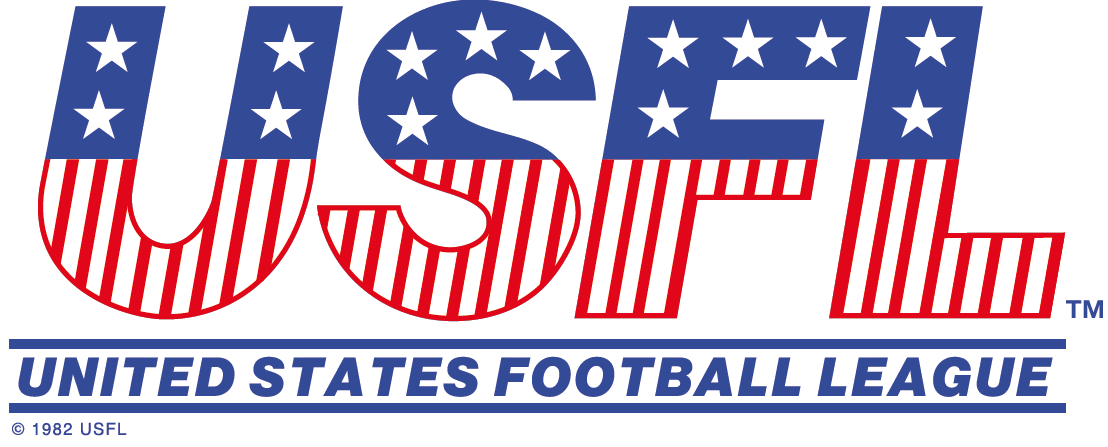

북미 풋볼 리그(United States Football League, USFL)는 1982년에 리그가 시작된 뒤 1986년에 사라진 미식축구리그이다.

## 역대 USFL팀 (1982년~1986년)
| 팀                      | 연고지                    | 경기장                             | 수용인원          | 리그 참가기간 |
| ----------------------- | ------------------------- | ---------------------------------- | ----------------- | ------------- |
| 애리조나 랭글러스       | 애리조나주 템피           | 선 데블 스타디움                   | 70,021명          | 1983년~1984년 |
| 애리조나 아웃로스       | 애리조나주 템피           | 선 데블 스타디움                   | 70,021명          | 1985년        |
| 버밍햄 스탈리언스       | 앨라배마주 버밍햄         | 리전 필드                          | 71,594명          | 1983년~1986년 |
| 보스턴 브레이커스       | 매사추세츠주 보스턴       | 니커슨 필드                        | 10,412명          | 1983년        |
| 뉴올리언스 브레이커스   | 루이지애나주 뉴올리언스   | 루이지애나 슈퍼돔                  | 73,208명          | 1984년        |
| 포틀랜드 브레이커스     | 오리건주 포틀랜드         | 시빅 스타디움                      | 21,144명          | 1985년        |
| 시카고 블리츠           | 일리노이주 시카고         | 솔저 필드                          | 61,500명          | 1983년~1984년 |
| 덴버 골드               | 콜로라도주 덴버           | 마일 하이 스타디움                 | 51,706명          | 1983년~1985년 |
| 휴스턴 갬블러스         | 텍사스주 휴스턴           | 휴스턴 애스트로돔                  | 44,735명          | 1984년~1985년 |
| 잭슨빌 불스             | 플로리다주 잭슨빌         | 게이터 볼 스타디움                 | 80,126명          | 1984년~1985년 |
| 로스앤젤레스 익스프레스 | 캘리포니아주 로스앤젤레스 | 로스앤젤레스 메모리얼 콜리세움     | 93,607명          | 1983년~1985년 |
| 멤피스 쇼보츠           | 테네시주 멤피스           | 리버티 보울 메모리얼 스타디움      | 62,380명          | 1984년~1985년 |
| 미시간 팬서스           | 미시간주 폰티액           | 폰티액 실버돔                      | 80,311명          | 1983년~1984년 |
| 뉴저지 제너럴스         | 뉴저지주 이스트러더퍼드   | 자이언츠 스타디움                  | 80,242명          | 1983년~1985년 |
| 오클랜드 인베이더스     | 캘리포니아주 오클랜드     | 오클랜드–알라메다 카운티 콜리시엄  | 53,200명          | 1985년        |
| 오클라호마 아웃로스     | 오클라호마주 털사         | 스켈리 스타디움                    | 40,385명          | 1984년        |
| 필라델피아 스타즈       | 펜실베이니아주 필라델피아 | 베테랑스 스타디움 프랭클린 필드    | 65,352명 60,546명 | 1983년~1984년 |
| 볼티모어 스타즈         | 메릴랜드주 볼티모어       | 버드 스타디움                      | 45,000명          | 1985년        |
| 피츠버그 몰러스         | 펜실베이니아주 피츠버그   | 스리 리버스 스타디움               | 59,000명          | 1984년        |
| 샌안토니오 건슬링거스   | 텍사스주 샌안토니오       | 알라모 스타디움                    | 18,500명          | 1984년~1985년 |
| 탬파베이 밴디츠         | 플로리다주 탬파           | 탬파 스타디움                      | 74,301명          | 1983년~1985년 |
| 워싱턴 페더럴스         | 워싱턴 D.C                | 로버트 F. 케네디 메모리얼 스타디움 | 56,692명          | 1983년~1984년 |
| 올랜도 레네가데스       | 플로리다주 올랜도         | 플로리다 시트러스볼 스타디움       | 52,000명          | 1985년        |

## 역대 USFL 챔피언십
| 연도   | 날짜     | 우승팀            | 스코어  | 준우승팀            | 경기장                                      | 관중수   | 중계방송사 |
| ------ | -------- | ----------------- | ------- | ------------------- | ------------------------------------------- | -------- | ---------- |
| 1983년 | 7월 17일 | 미시간 팬서스     | 24 - 22 | 필라델피아 스타즈   | 마일 하이 스타디움 (콜로라도주 덴버)        | 50,906명 | ABC        |
| 1984년 | 7월 15일 | 필라델피아 스타즈 | 23 - 3  | 애리조나 랭글러스   | 탬파 스타디움 (플로리다주 탬파)             | 52,662명 | ABC        |
| 1985년 | 7월 14일 | 볼티모어 스타즈   | 28 - 24 | 오클랜드 인베이더스 | 자이언츠 스타디움 (뉴저지주 이스트러더퍼드) | 49,263명 | ABC        |